# Вельветовый кролик
«Вельветовый кролик, или Как игрушки становятся настоящими» (также «Плюшевый заяц», «Плюшевый кролик», англ. The Velveteen Rabbit, or How Toys Become Real) — сказочная повесть (роман) англо-американской писательницы Марджери Уильямс об игрушечном кролике, который был любимой игрушкой маленького мальчика. Впервые опубликована в журнале Harper’s Bazaar  в 1921 году с рисунками дочери Уильямс, художницы-вундеркинда Памелы Бьянко. В 1922 году вышла отдельным изданием с иллюстрациями Уильяма Николсона и впоследствии многократно переиздавалась. Произведение находится в общественном достоянии в США.
В 2007 Американская ассоциация образования включила книгу в список ста лучших книг для учителя на основе онлайн-опроса (книга заняла 28 место в списке). Несколько переводов и пересказов книги на русский язык был выпущены лишь в первой четверти XXI века.
В апреле 2022 года исполнилось 100 лет со дня публикации романа «Вельветовый кролик» отдельной книгой, в связи с чем было выпущено обновлённое юбилейное издание с новыми иллюстрациями Чарльза Санторе.

## Сюжет
Одному мальчику на Рождество подарили много новых игрушек, в том числе мягкого кролика с вельветовой шкуркой. Мальчик долгое время не обращал на кролика внимание, играя с заводными игрушками. За это время кролик познакомился с другими обитателями детской, в том числе старым и потрёпанным кожаным конём. Тот рассказал ему, что игрушка может стать настоящей — это происходит не сразу, а лишь через долгое время, если ребёнок любит свою игрушку по-настоящему. Кролик очень удивился этому и сам стал мечтать стать «настоящим». 
И со временем это случилось: когда мальчик не смог найти фарфоровую собачку, с которой он обычно спал, он стал брать в кровать кролика, и вскоре стал играть с ним всё время и дома, и на улице. Кролик стал выцветшим, но мальчику это было неважно. Однажды он даже возразил няне, которая назвала кролика игрушкой: мальчик утверждал, что это не игрушка, что его кролик настоящий. Когда мальчик с семьёй жил за городом, кролику удалось увидеть живых кроликов: они подошли к вельветовому кролику, но скоро поняли, что он не такой, как они.

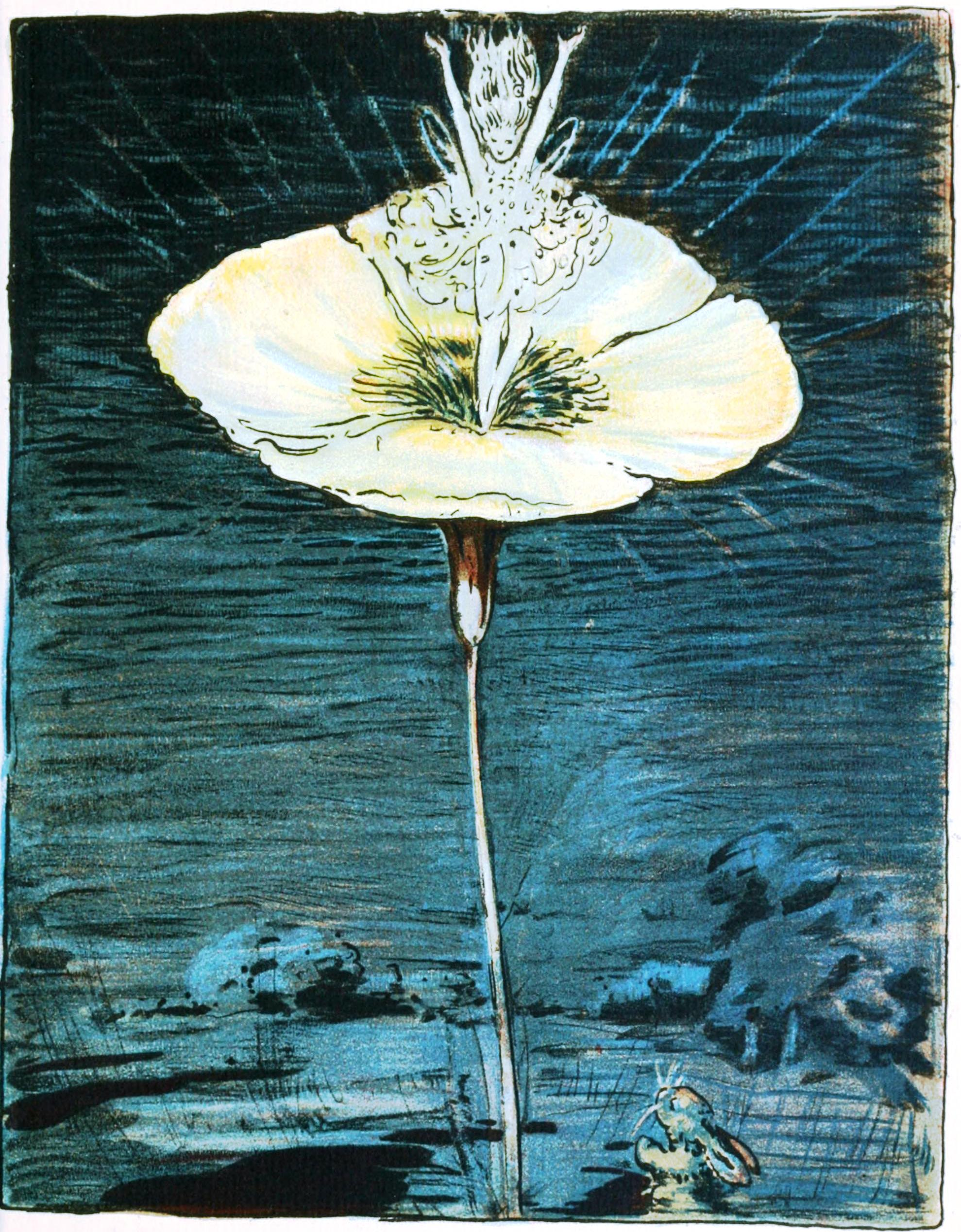
Фея на цветке (илл. Уильяма Николсона)

Мальчик заболел скарлатиной, а когда через долгое время вылечился, врач попросил няню сжечь все его старые игрушки и книжки, чтобы в комнате не осталось микробов. Так кролик попал в мешок со старыми игрушками, который отнесли на задний двор для сжигания. Ночью кролик вспоминал свою жизнь с мальчиком и заплакал. На месте, куда упала его слеза, вырос цветок, из которого вышла фея. Она сказала кролику, что забирает игрушки, ставшие ненужными детям, в страну, где игрушки становятся настоящими не только для своего хозяина, но для всех. Фея уводит кролика в лес и превращает его в настоящего живого кролика. После поездки на море, куда его направили для окончательного выздоровления, мальчик видит в лесу кролика, похожего на его вельветовую игрушку (как он считает, потерянную). Он не догадывается, что это и есть тот самый кролик, который пришёл посмотреть на мальчика, благодаря которому он когда-то стал «настоящим».

## Отзывы
Обозреватель Vulture называет книгу про кролика классикой детской литературы и отмечает, что за всю историю только в США было продано более 1 миллиона её копий. По его словам, стимулом Уильямс, которая до этого писала лишь взрослые романы, к написанию детской книги послужили успехи её дочери Памелы, ставшей известной художницей в юном возрасте. Её выставка в Нью-Йорке прошла с успехом, материал о ней появился в журнале Harper’s Bazaar. Редакторы журнала попросили Уильямс написать рассказ, который смогла бы проиллюстрировать её дочь. Хотя журнал позиционировал историю о кролике как «сказку для взрослых», во многом этот текст был обращён к самой Памеле, которая сама давно перестала играть в мягкие игрушки, однако образ кролика, в том числе с цветком в лапах, нередко появлялся в её рисунках. Памела сама «становилась настоящей», и в своей книге Уильямс запечатлела как эту трансформацию, так и тот воображаемый мир, который уходил в прошлое со взрослением ребёнка. Годы спустя Уильямс написала продолжение книги, которое получило название «Кожаный конь» (The Skin Horse), — в нём старый игрушечный конь возрождался в Рождественскую ночь в виде Пегаса, уносящего с собой смертельно больного ребёнка.

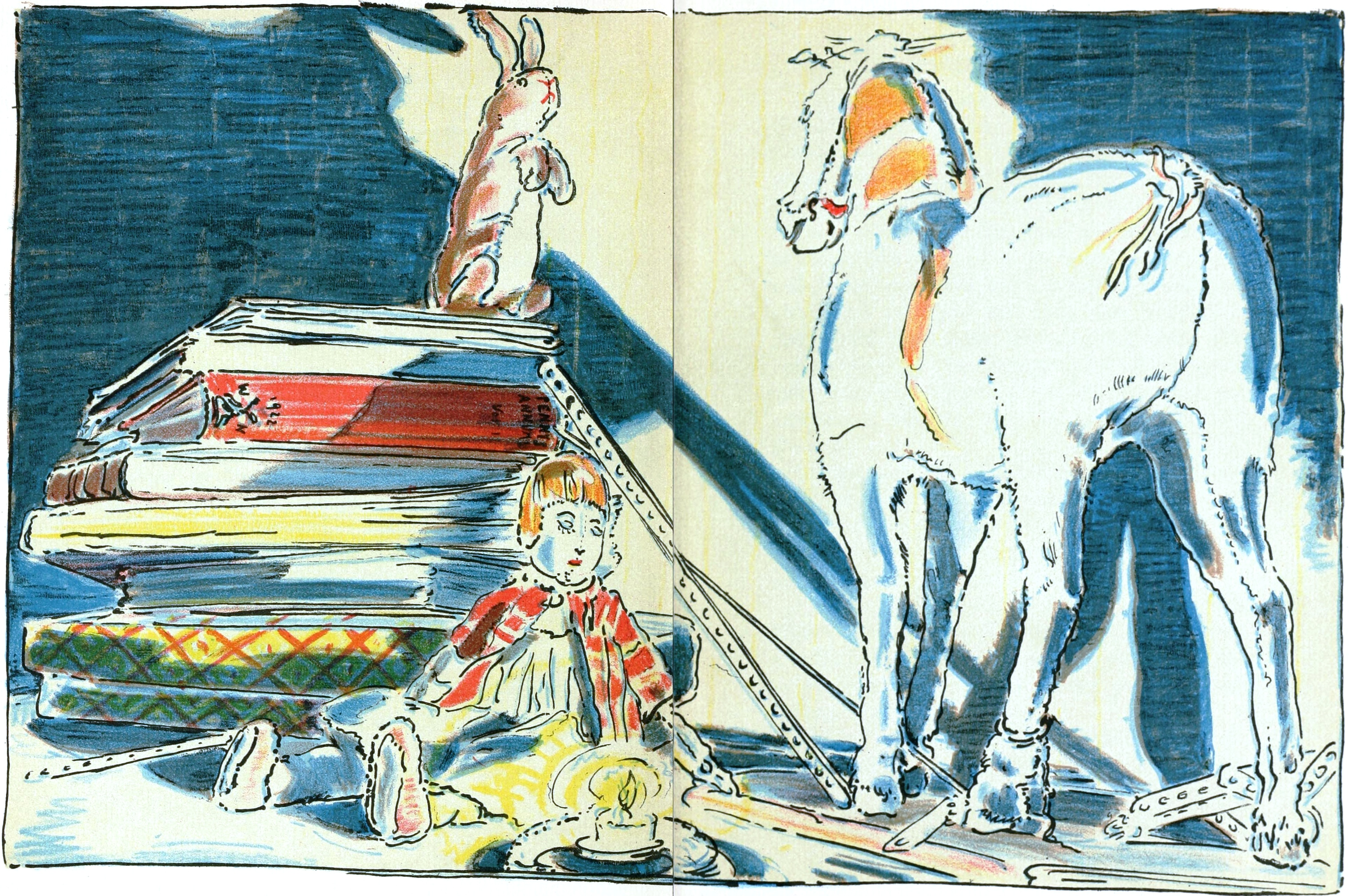
Разговор кролика с кожаным конём (илл. Уильяма Николсона)

Художница, лауреат медали Кальдекотта Эрин Стэд видит причину популярности книги про кролика на протяжении десятилетий в том, что она обращена как к детям, так и к взрослым (англ. it appeals to both children and grownups). Она отмечает важный вопрос, поставленный в книге, — «Что значит быть настоящим?», — говоря о том, что этот вопрос следует за человеком всю его жизнь, сопровождает все его отношения, все его попытки дружить и все случаи, когда люди оказываются к тебе не слишком добры.

## Адаптации
Существует ряд экранизаций книги в форме короткометражных мультфильмов; её мотивы использованы также в одноимённом художественном фильме 2009 года Майкла Лэндона-мл.
В 2018 году было объявлено о подготовке новой анимационной экранизации книги студией Magic Light Pictures. Новый 40-минутный фильм «Плюшевый кролик», совмещающий игру актёров и мультипликацию, вышел в 2023 году на Apple TV.
В 1985 году пианист Джордж Уинстон записал альбом The Velveteen Rabbit, на котором под его музыку текст книги читала актриса Мерил Стрип; альбом номинировался на 28-й церемонии «Грэмми» среди лучших альбомов для детей.